# Itilleq
Itilleq (äldre stavning: Itivdleq) är en by i kommunen Qeqqata vid Davis sund på Grönland. Den ligger på en liten ö omkring 1 kilometer från fastlandet. Itilleq ligger 45 kilometer söder om staden Sisimiut, och har cirka 112 invånare (2010).
Politikern Hans Enoksen kommer från Itilleq.

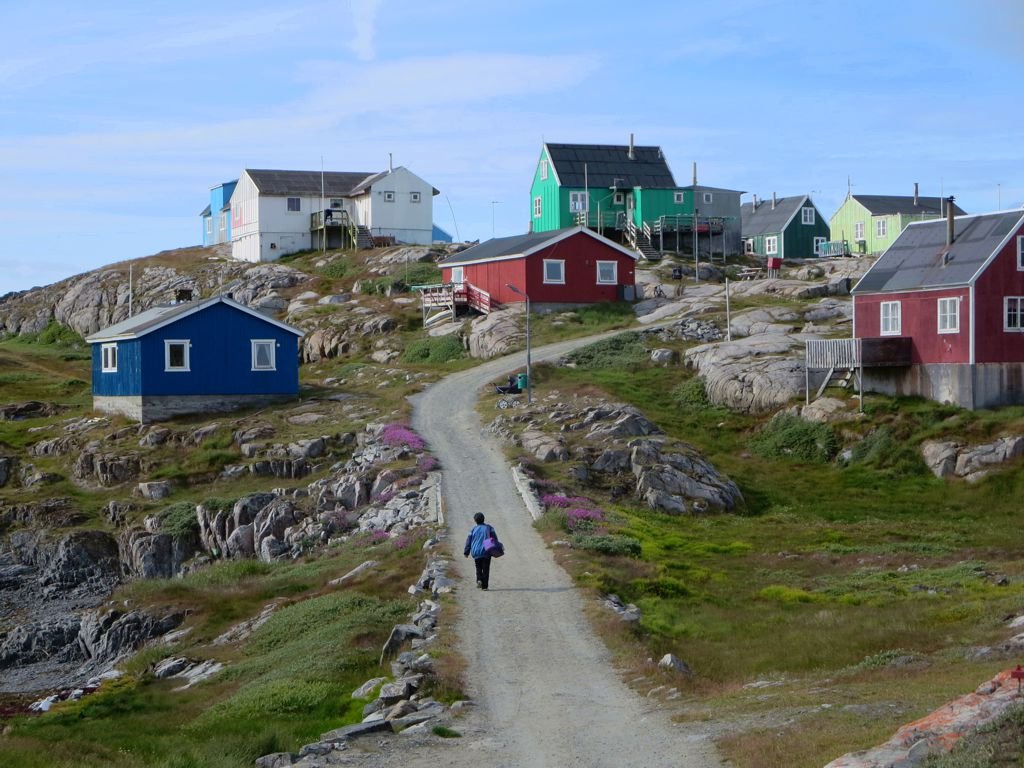
Hus i Itilleq